# 우주 물리 수학 연구소

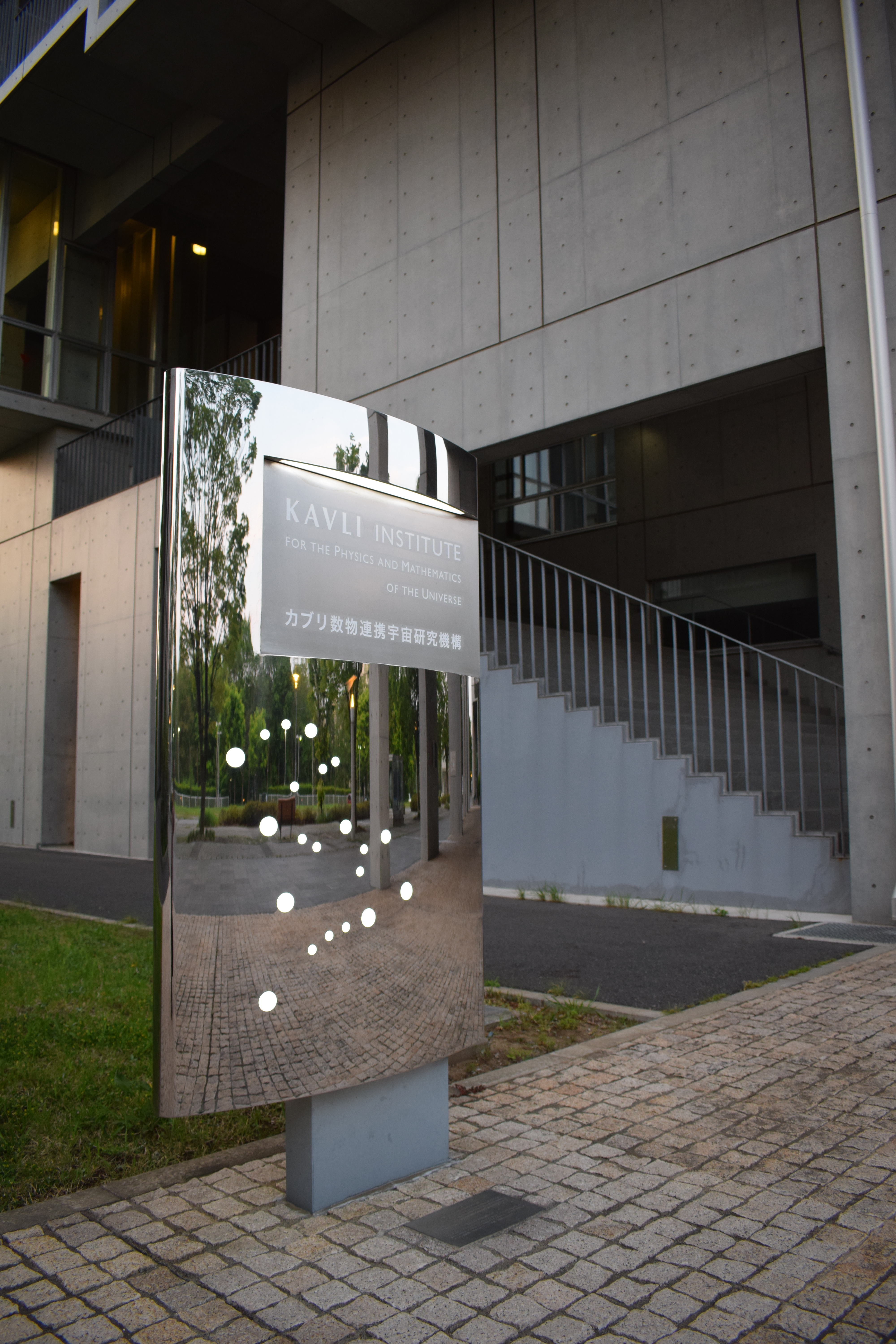

우주 물리 수학 연구소(数物連携宇宙研究機構, Institute for the Physics and Mathematics of the Universe, IPMU)는 일본 도쿄 대학의 수학 및 이론 물리학 연구소이다.
수학과 물리학 등의 공동 연구를 통해 우주의 가장 근본적인 힘의 상호작용 및 암흑 물질 등의 규명에 도전하는 것을 목표로 하고 있다.

## 연혁
2007년 10월 1일에 일본 문부과학성의 '세계 톱 레벨 국제 연구 거점'의 일환으로서 발족했다. 설립으로부터 향후 10년은 국가로부터 연간 5억~20억엔의 지원을 받게 되어 있다.
초대 소장은 캘리포니아 대학교 버클리의 무라야마 히토시 교수이며, 일본 국내 및 국외 상주 교수 및 연구원으로 구성되어 있다. 연구소의 공식 언어는 영어이다.